# 3316 Herzberg
3316 Herzberg (1984 CN1) là một tiểu hành tinh vành đai chính được phát hiện ngày 6 tháng 2 năm 1984 bởi Bowell, E. ở Flagstaff (AM). Nó được đặt theo tên Nobel chemistry laureate Gerhard Herzberg.